# Adrian Cosma
Adrian Cosma (Bucareste, 5 de julho de 1950 - 1996) foi um handebolista profissional, trés vezes medalhista olímpico.

## Títulos
- Campeonato Mundial de Handebol:
  - Campeão: 1974

- Jogos Olímpicos:
  - Prata: 1976
  - Bronze: 1972, 1980